# Gmina Nazarje
Nazarje – gmina w północnej Słowenii w słoweńskiej Styrii. W 2002 roku liczyła 2711 mieszkańców.

## Miejscowości
Miejscowości wchodzące w skład gminy Nazarje:

- Brdo
- Dobletina
- Čreta pri Kokarjah
- Kokarje
- Lačja vas
- Nazarje – siedziba gminy
- Potok
- Prihova
- Pusto Polje
- Rovt pod Menino
- Spodnje Kraše
- Šmartno ob Dreti
- Volog
- Zavodice
- Žlabor